# Homoeomorphus rufipes
Homoeomorphus rufipes är en skalbaggsart som beskrevs av Hermann Burmeister 1847. Homoeomorphus rufipes ingår i släktet Homoeomorphus och familjen Dynastidae. Inga underarter finns listade i Catalogue of Life.